# Песчаный Дол
Песчаный Дол — посёлок в Нефтегорском районе Самарской области. Входит в состав сельского поселения Утёвка.

## История
В 1973 г. Указом Президиума ВС РСФСР поселок отделения № 5 совхоза «Утевский» переименован в Песчаный Дол.

## Население
| 2010 |
| ---- |
| 151  |